# Gomphidia gamblesi
Gomphidia gamblesi är en trollsländeart som beskrevs av Jacques Gauthier 1987. Gomphidia gamblesi ingår i släktet Gomphidia och familjen flodtrollsländor. IUCN kategoriserar arten globalt som livskraftig. Inga underarter finns listade i Catalogue of Life.